# 川路智代
川路智代（かわじ ともよ）は、日本の漫画家。浮世絵と少女漫画の表現技法を追求する。好物は抹茶菓子。
2018年2月12日に放送されたバラエティ番組『激レアさんを連れてきた。』に「事情があって、3年間もドアが無い中身まる出しの家に住んでた人」として出演し、その生活を描いた実録エッセイ漫画『ほとんど路上生活』が紹介されたことで話題となった。

## 作品リスト
- ほとんど路上生活（2018年6月10日、小学館クリエイティブ）